# Іван Полюхович
Іван Тимофійович Полюхович (англ. Ivan Polyukhovich) (1924 — 1997) — обвинувачений у злочинах часів Другої світової війни австралієць, що народився у Серниках, Пінський повіт, Поліське воєводство, Друга Польська республіка. Фігурував у гучній судовій справі про військові злочини нацистів на території України.

## Передісторія
Іван Полюхович, один із шести братів і сестер у сім'ї, працював у німецькій лісовій службі (Deutsche Forstverwaltung Ukraine) та, як стверджується, брав участь у страті близько 850 чоловік з єврейського гетто в Серниках окупованої України й у подальших стратах мирних жителів у тому ж районі в період зі серпня по вересень 1942 року. Коли німці відступали з України, Полюхович і його друга дружина Марія пішли разом з німецькими військами, а пізніше Полюхович отримав роботу в Німеччині. 28 грудня 1949 року Полюхович, його дружина Марія й дві зведені доньки прибули до Мельбурна. У 1958 році вони отримали австралійське громадянство.
26 грудня 1986 року газета Adelaide Advertiser отримала телекс з СРСР з текстом обвинувачення у військових злочинах проти Полюховича. Обмежений огляд відібраних 533 черепів з околиць Серників підтвердив вбивство ексгумованих 410 чоловіків, жінок і дітей пострілами в голову. Полюхович заперечив усі звинувачення.
20 грудня 1988 року федеральний парламент Австралії прийняв закон про внесення змін до Закону про військові злочини, який дозволив притягувати до відповідальності підозрюваних злочинців з Європи в рамках звичайних цивільних судів. 25 січня 1990 року Полюхович був заарештований і звинувачений у 24 вбивствах і співучасті в 850 вбивствах. Полюхович був арештований у поважному віці, з сивим волоссям і з паличкою, він був не схожий на військового злочинця.

## Судовий процес
У липні 1990 року напередодні суду на Полюховича здійснили замах і він отримав внаслідок цього поранення в груди. Поліція не могла визначити, чи він сам стріляв у себе чи стріляли нападники. Зброю, якою здійснювали замах, знайшли у парку, що розташований приблизно за 30 метрів. Двоє перехожих знайшли його біля власного будинку в стабільному стані.
3 вересня 1990 року Вищий суд почав розгляд справи щодо конституційності самого Закону про внесення змін у військові злочини. Головне питання полягало в тому, чи був обов'язок у 1989 році згідно звичаєвого міжнародного права чи питання міжнародного міжнародного занепокоєння щодо того, щоб військові злочинці, що вчинили злочини до 1945 року, були розшукані та були засуджені за їхні злочини. 14 серпня 1991 року Вищий суд підтвердив законодавство про військові злочини.
На думку Вищого суду, «цей Закон виконує міжнародне зобов'язання або відповідає міжнародному занепокоєнню у тому, що особи, яких звинувачують у вчиненні військових злочинів і злочинів проти людства, повинні бути розшукані, постати перед судом і, після засудження, відбути покарання, незалежно від місця, де був скоєний злочин чи де був знайдений ймовірний злочинець, незалежно від громадянства чи місця проживання злочинця або потерпілого.» Суд постановив: «Міжнародна особистість Австралії буде неповною, якщо вона не зможе здійснити юрисдикцію суду та покарання правопорушників проти закону держав, злочини яких такі, що їхнє підпорядкування універсальній юрисдикції сприяє міжнародному миру та порядку.».

## Завершення
28 жовтня 1991 року сторона обвинувачення порушила справу проти Полюховича в Магістратському суді Аделаїди. 5 червня 1992 року йому було висунуто обвинувачення лише в шести вбивствах, решта звинувачень були зняті. 18 травня 1993 року він був виправданий судом присяжних по всім звинуваченням через ймовірні складнощі з наданням доказів і показань свідків, які могли чітко ідентифікувати звинуваченого.